# جيري لوردان
جيري لوردان (بالإنجليزية: Jerry Lordan)‏ 30أبريل 1934 في بادينغتون غرب لندن وتوفي في 24 جويلية 1995 كان مؤلف موسيقى ومغني بريطاني.
توفي في 24 يوليو 1995.

## روابط خارجية
- جيري لوردان على موقع ميوزك برينز (الإنجليزية)
- جيري لوردان على موقع أول ميوزيك (الإنجليزية)
- جيري لوردان على موقع ديسكوغز (الإنجليزية)